# Materialnummer
Die Materialnummer ist eine Nummer, die ein Material eindeutig identifiziert und gegebenenfalls klassifiziert. Man unterscheidet zwischen
- sprechenden und nichtsprechenden,
- numerischen, Alpha- und alphanumerischen sowie
- identifizierenden und klassifizierenden

Materialnummern.
Eine sprechende Materialnummer erlaubt es, das Material bereits anhand der Materialnummer weitestgehend zu klassifizieren respektive zu erkennen. Dementgegen ist eine nicht-sprechende Materialnummer eine (z. B. automatisch vergebene) Identifikationsnummer.

## Identifizierende Materialnummer
Eine identifizierende Materialnummer verwendet einen Identifikationsschlüssel, um ein Material eindeutig zu identifizieren. Die Vergabe erfolgt meist DV-gestützt und fortlaufend.

## Klassifizierende Materialnummer
Eine Klassifizierungs bzw. sprechende Materialnummer (Verbundnummer) verwendet einen Klassifizierungsschlüssel, der sich aus den verschiedenen Materialeigenschaften ableitet.
Eine Holzschraube (HS) mit den Abmessungen 8 × 20 mm (820) mit Flachkopf (F) aus verchromten Stahl (STC) kann durch folgende sprechende Materialnummer beschrieben werden:
```
HS820FSTC
```

Hieraus ergibt sich das Problem, dass eine Schraube gleichen Typs mit leicht veränderten Eigenschaften nicht mehr unter dieser Materialnummer erfasst werden kann. Diesen Nachteil reiner Klassifizierungsnummern kann man durch die Kombination mit einer Identnummer umgehen. Dieses Prinzip wird als Parallelverschlüsselung beschrieben.

## Parallelverschlüsselung
Wird eine Klassifikationsnummer mit der Identnummer kombiniert, spricht man von einer Materialsortennummer. Die Materialnummer der Holzschraube aus dem oberen Beispiel wird um eine Identnummer ergänzt:
```
HS820FSTC 001
```

Wird nun eine ähnliche Holzschraube dem Materialstamm hinzugefügt, kann diese mit der Identnummer 002 zweifelsfrei identifiziert werden.